# Share (pelota vasca)

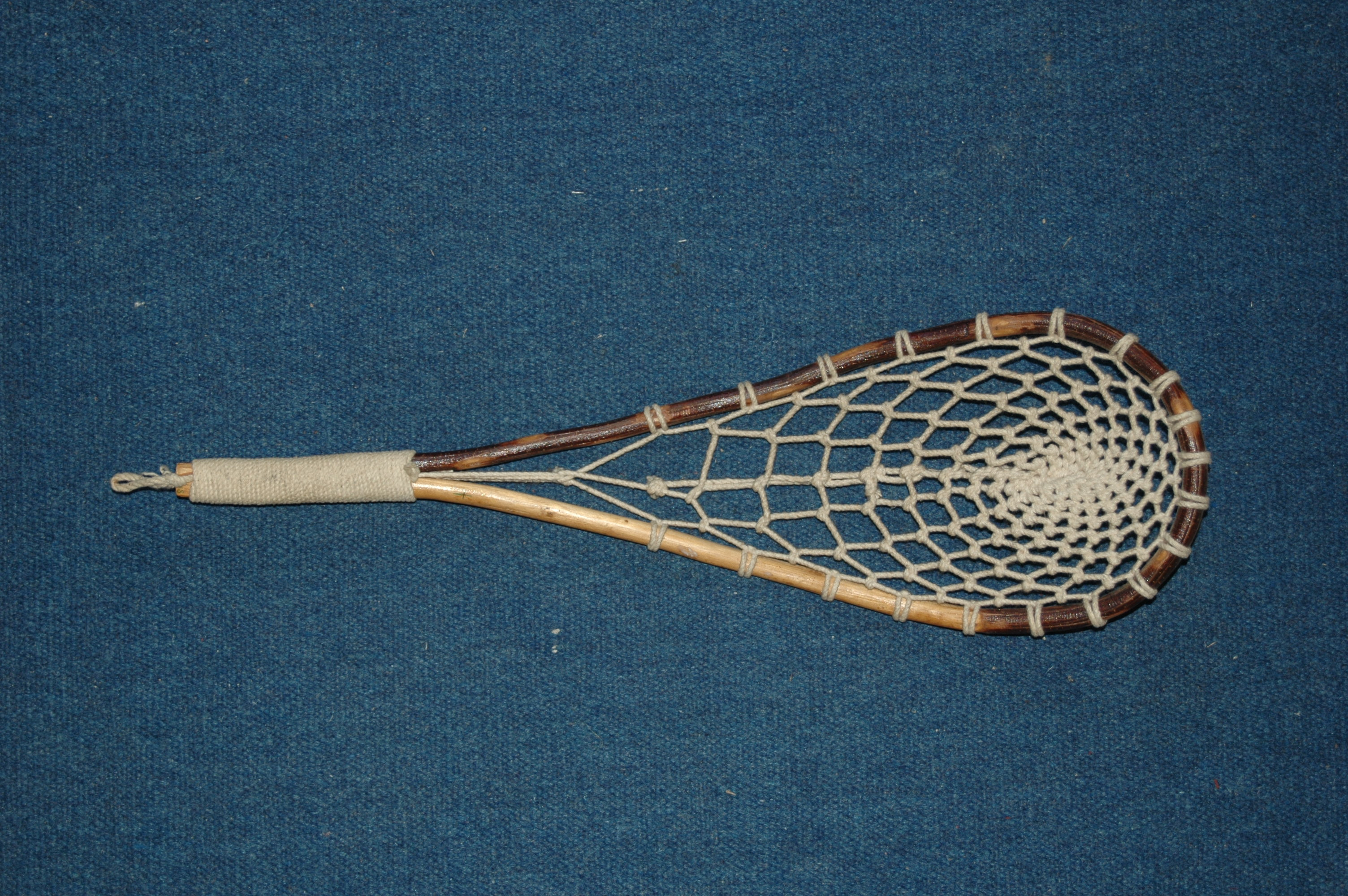
Herramienta para la modalidad de xare, con cierta similitud con una raqueta de tenis.

El juego de share o xare, es el nombre dado a una especialidad del deporte de la pelota vasca.
Se trata de una clase del juego de pelota vasca que se práctica con una herramienta similar a una raqueta de tenis, pero con unas medidas y dimensiones mucho menores. En esta modalidad, la herramienta empleada está fabricada con un anillo grueso de mimbre o madera curvada, no obstante en la actualidad se utilizan materiales sintéticos, por cuyo interior va unida una red de cuerda con poca tensión, que permite recibir y lanzar la pelota hacia el frontón, con un golpe de muñeca acompañado de un movimiento del brazo que le acompasa. Su longitud máxima es de 55 cm. Las pelotas usadas están recubiertas de cuero, su núcleo pesa unos 33-35 g y su peso total es de 83 g aproximadamente.
Esta modalidad se práctica únicamente en trinquetes, jugando en parejas, siendo su principal característica que la pelota es brevemente recibida para ser lanzada con mayor fuerza y precisión. El país dominador de los últimos años en la modalidad es Francia, alcanzándose también un gran nivel en España, Cuba y Argentina, habiéndose quedado un tanto rezagada Uruguay.

## Historia
Esta especialidad es de origen vasco-francés, quizás surgida como evolución de las raquetas utilizadas en el jeu de paume.
La introducción de esta herramienta en la Argentina se atribuye a Juan Carlos Orue, que la llevó al país hacia el año 1885. Sin embargo el responsable de su popularización y extensión fue Martín Bordalejo, apodado El Maestro. Este hombre, enamorado de esta especialidad, introdujo y popularizó el share dentro del Club de Gimnasia y Esgrima de Buenos Aires creando una sección dentro del mismo para su práctica hacia 1892. Al ser Gimnasia y Esgrima una institución deportiva y social de gran prestigio en el país, la existencia de dicha sección, contribuyó a difundir el juego en Buenos Aires, el resto de Argentina y Uruguay.
Así, mientras el share languideció hasta prácticamente extinguirse en su país de origen, logró florecer en el hemisferio sur, donde se disputarían a lo largo de la primera mitad del siglo XX numerosas competiciones y campeonatos. El share fue incluido en los Mundiales de Pelota Vasca desde su primera edición en 1952. La raqueta argentina fue redescubierta por sus inventores a partir de entonces aunque los argentinos mantuvieron una absoluta supremacía en el share hasta comienzos de la década de 1980.
Entre las figuras surgidas en Argentina en dicha especialidad destacan los siguientes: Pedro Olhagaray, Amadeo Spinetto, Ignacio Urbistondo, César Rodríguez Egaña, Victoriano Artadi, Julián Amundarain, Jorge Ríos, Ricardo Olivieri, los hermanos Pedro, Juan y Alberto Labat, Basilio Balda, Roberto Elías, Héctor Leyenda, Ricardo Bizzozero, Eduardo Frigerio y sobre todo Vicente del Río, considerado el más grande jugador de share de todos los tiempos. Uruguay también ha dado un puñado de jugadores al mismo nivel que los argentinos, como Pedro Belzagui y José Pereyra Lucas.
A partir de finales de la década de 1970 se asiste a una inversión de los términos. El share pierde peso en la Argentina y Uruguay desplazada casi totalmente por la mucho más popular pelota paleta, mientras que cuidada con mimo en los trinquetes del País Vasco Francés como patrimonio propio, adquiere un nivel equiparable al argentino hasta desbancarlo del primer nivel mundial. Desde entonces son los trinquetes del País Vasco Francés y Francia los que dan los mejores jugadores de share del mundo. Entre estos destacan las figuras de Michel Garbisu y Patrick Lasarte, los pioneros; a los que han seguido otros como Olasagasti, Ameztoy, Peyo Sanglar, Mattin Celan o el bearnés Olivier Laberdesque. 
En España cabe hablar prácticamente solo de la escuela de Irura. Prácticamente desconocido en todo el país, en un pequeño pueblo del País Vasco llamado Irura, existe sin embargo una fuerte tradición por esta especialidad, hasta el punto que una calle del pueblo está dedicada al Xare. Introducido desde Argentina por el cura del pueblo a principios de los años 1920 y jugado originalmente en los arkupes (atrio) de la iglesia, la especialidad se perdió en la década de 1950 por falta de herramientas. En los años 1970 se recuperó y varios jóvenes del pueblo marcharon a Argentina a aprender la técnica de los mejores jugadores del momento. Desde entonces jóvenes de Irura han sido los que han tenido que representar a España en los Mundiales habiendo llegado a alcanzar el título mundial en 1998. Irura cuenta con uno de los escasos trinquetes del País Vasco peninsular. En la escuela de Irura destaca José Ignacio Lopetegui, que además de proclamarse campeón del mundo ha llegado a ser campeón de Francia.

## Share en los Mundiales de Pelota Vasca
| N.º  | Año  | Sede                    | Oro           | Plata     | Bronce    | Campeones                                                  |
| I    | 1952 | San Sebastián · España  | Argentina     | Uruguay   |           | J.Labat / R.Elías                                          |
| II   | 1955 | Montevideo · Uruguay    | No se disputó |           |           |                                                            |
| III  | 1958 | Biarritz Francia        | Argentina     | Uruguay   |           | J.Labat / R.Elías                                          |
| IV   | 1962 | Pamplona · España       | Argentina     | Uruguay   |           | J.Labat / R.Elías                                          |
| V    | 1966 | Montevideo · Uruguay    | Argentina     | Uruguay   |           | J.Andrade / R.Elías                                        |
| VI   | 1970 | San Sebastián · España  | Argentina     | Uruguay   | Francia   | R.Bizzozero / R.Elías                                      |
| VII  | 1974 | Montevideo · Uruguay    | Argentina     | Uruguay   | Francia   | R.Bizzozero / H.Leyenda                                    |
| VIII | 1978 | Biarritz Francia        | Argentina     | Francia   | Uruguay   | R.Bizzozero / H.Leyenda                                    |
| IX   | 1982 | México · México         | Francia       | Argentina | España    | P.Lasarte / M.Garbisu                                      |
| X    | 1986 | Vitoria · España        | Francia       | Argentina | España    | P.Lasarte / M.Garbisu                                      |
| XI   | 1990 | Cuba · Cuba             | Francia       | España    | Argentina | P.Lasarte / F.Olasagasti                                   |
| XII  | 1994 | San Juan de Luz Francia | Francia       | España    | Uruguay   | Ameztoy / Olasagasti                                       |
| XIII | 1998 | México · México         | España        | Francia   | Argentina | J.Lopetegui / J.Larrarte                                   |
| XIV  | 2002 | Pamplona · España       | Francia       | España    | Cuba      | M.Celan / P.Sanglar / O.Laberdesque / J.Sistiague          |
| XV   | 2006 | México · México         | Francia       | España    | Argentina | O.Laberdesque / P.Sanglar / B.Driolet / J.Sistiague        |
| XVI  | 2010 | Pau Francia             | Francia       | España    | Cuba      | O.Laberdesque / L.Algalarrondo / Y.Laberdesque / B.Driolet |
| XVI  | 2014 | Guadalajara · México    | Francia       | Cuba      | Argentina |                                                            |

### Medallero histórico
| Núm. | País      | Oro | Plata | Bronce | Total |
| ---- | --------- | --- | ----- | ------ | ----- |
| 1    | Francia   | 8   | 2     | 2      | 12    |
| 2    | Argentina | 7   | 2     | 4      | 13    |
| 3    | España    | 1   | 5     | 2      | 8     |
| 4    | Uruguay   | 0   | 6     | 2      | 8     |
| 5    | Cuba      | 0   | 1     | 2      | 3     |
|      | TOTAL     | 16  | 16    | 12     | 44    |

## Share en las Copas del Mundo de Trinquete
| N.º | Año  | Sede             | Oro     | Plata   | Bronce    | Campeones                                         |
| I   | 1997 | Bayona Francia   | Francia | España  | Argentina | Amestoy / M.Funosas                               |
| II  | 2000 | Bayona Francia   | España  | Francia | Argentina | J.Lopetegui / Larrarte                            |
| III | 2004 | Bayona Francia   | Francia | España  | Cuba      | M.Celan / P.Sanglar / O.Laberdesque / J.Sistiague |
| IV  | 2008 | La Habana · Cuba | Francia | España  | Cuba      | Laberdesque / Sanglar / Driolet / Algalarondo     |

### Medallero histórico
| Núm. | País      | Oro | Plata | Bronce | Total |
| ---- | --------- | --- | ----- | ------ | ----- |
| 1    | Francia   | 3   | 1     | 0      | 4     |
| 2    | España    | 1   | 3     | 0      | 4     |
| 3    | Cuba      | 0   | 0     | 2      | 2     |
| 4    | Argentina | 0   | 0     | 2      | 2     |
|      | TOTAL     | 4   | 4     | 4      | 12    |